# Megachile jerryrozeni
Megachile jerryrozeni là một loài Hymenoptera trong họ Megachilidae. Loài này được Genaro mô tả khoa học năm 2003.